# NGC 4361
NGC 4361 (другие обозначения — ESO 573-PN19, PK 294+43.1) — планетарная туманность в созвездии Ворон.
Этот объект входит в число перечисленных в оригинальной редакции «Нового общего каталога».
В туманности обнаружено большое содержание углерода в рекомбинационных линиях.